# Milton McCrory
Milton McCrory est un boxeur américain né le 7 février 1962 à Detroit, Michigan.

## Carrière
Passé professionnel en 1980, il remporte le titre vacant de champion du monde des poids welters WBC le 13 août 1983 en battant aux points Colin Jones. Après 4 défenses victorieuses, McCrory est battu au second round par Don Curry le 6 décembre 1985 lors d'un combat de réunification des ceintures WBA, WBC et IBF. Il met un terme à sa carrière en 1991 sur un bilan de 35 victoires, 4 défaites et 1 match nul.